# Nombre islandés

Un simple árbol genealógico, mostrando el sistema de nombramiento islandés.

Los nombres islandeses difieren de la mayoría de los sistemas de apellidos occidentales. En el caso islandés, el nombramiento está basado en el antiguo formato de utilización del apellido patronímico (y en algunos casos matronímico), y refiere al padre (o madre) inmediato del sujeto a nombrar; es decir, no hay un seguimiento del linaje histórico en el nombre. En Islandia se mantiene todavía el sistema de nombres arcaico nórdico. Los principales motivos para la conservación de este sistema, suprimido desde hace siglos en el resto de Europa, son el deseo de los islandeses de conservar sus tradiciones culturales y, sobre todo, lingüísticas, así como el escaso número de habitantes de Islandia.
Islandia comparte una herencia cultural con los países escandinavos de Suecia, Noruega y Dinamarca. Los islandeses, de modo distinto a los otros escandinavos, han continuado usando su sistema de nombramiento tradicional, el cual de hecho se usaba anteriormente en toda Escandinavia. 
El sistema islandés no usa nombres familiares. El apellido de una persona indica el nombre del padre (o la madre en algunos casos) del sujeto. Algunos nombres familiares existen en Islandia; la mayoría de ellos son heredados por padres de origen extranjero; pero algunos son adoptados. Un islandés famoso que tiene un nombre de familia heredado es el astro futbolista Eiður Smári Guðjohnsen. Hasta antes de 1925 era legal adoptar un nuevo nombre familiar; un islandés famoso que lo hizo de ese modo fue el ganador del Premio Nobel Halldór Laxness. Desde entonces, uno no puede adoptar un nombre familiar a menos que tenga el "derecho" a causa de herencia.

## Nombramiento típico islandés
El modo de creación de un "apellido" es muy simple. En la mayoría de los casos se toma el nombre del padre en genitivo y se le añade la terminación -son (para un niño) y -dóttir (para una niña). Los apellidos generados a partir del nombre de la madre son también legalmente aceptados y, en los últimos años, han adquirido una gran aceptación y uso, entre otras cosas por el aumento del número de madres solteras.
Por ejemplo, un hombre llamado Jón Einarsson tiene un hijo llamado Ólafur. El apellido de Ólafur no será Einarsson como el de su padre, sino que será Jónsson, literalmente indicando que Ólafur es el hijo de Jón (Jón + son, que significa hijo).
La misma práctica es usada con las hijas. La hija de Jón Einarsson, Sigríður, no llevará el apellido Einarsson; en cambio, llevará el apellido Jónsdóttir. De nuevo, este indica literalmente que Sigríður es la hija de Jón (Jón + dóttir, que significa hija).
En algunos casos, un apellido individual es derivado del nombre medio de los padres del sujeto, en vez del primer nombre. Por ejemplo, si Jón es el hijo de Hjálmar Arnar Vilhjálmsson, él puede ser nombrado tanto Jón Hjálmarsson (Jón hijo de Hjálmar) como Jón Arnarsson (Jón hijo de Arnar). 
En los casos donde dos personas del mismo círculo social llevan el mismo primer nombre y el mismo nombre del padre, son distinguidos socialmente por el nombre paternal de su abuelo. Por ejemplo, Jón Þórsson Bjarnarsonar (Jón hijo de Þór Bjarnarson) y Jón Þórsson Hallssonar (Jón hijo de Þór Hallsson). Este método no es muy común (ya que los nombre medios son más comunes), pero dicho seguimiento de linajes puede observarse en las sagas.
- Ejemplo: El matrimonio formado por Helgi Sveinbjargarson, marido, y Ásdís Þorkelsdóttir, mujer, tienen un hijo (Ýmir) y una hija (Þóra). Los nombres de los hijos serán por lo tanto Ýmir Helgason (literalmente "Ýmir hijo de Helgi") y Þóra Helgadóttir ("Þóra hija de Helgi"). Se puede también elegir formar el apellido a partir del nombre de la madre (igualmente en genitivo) y no utilizar el del padre, en ese caso tendríamos Ýmir Ásdísarson y Þóra Ásdísardóttir. Esta última posibilidad es todavía muy infrecuente ya que los islandeses todavía están acostumbrados a guiarse por el nombre del padre y, por ejemplo, tendrían dificultades para identificar a estas personas en la guía telefónica.

## Nombre matronímico como una opción
La vasta mayoría de apellidos islandeses llevan el nombre del padre, pero en algunos casos el nombre de la madre es usado por varias razones. A veces el niño o los padres legales desean terminar los lazos sociales con el padre. Algunas mujeres lo usan como una declaración social, y otras personas simplemente eligen esta opción por mero estilo y nada más. En todos estos casos, el procedimiento es exactamente el mismo.

## Ramificaciones culturales
Miembros de otras culturas muchas veces encuentran inusual que los islandeses llamen a otros por su primer nombre. Por ejemplo, el ex primer ministro Halldór Ásgrímsson no será llamado Ásgrímsson o Sr. Ásgrímsson por otro islandés; será llamado por su primer nombre (o primero y segundo, si es que lo tiene), o por su nombre completo. El significado cultural del apellido islandés no es ser parte del nombre de uno, sino que constituye una pequeña descripción de quién es el individuo. Por ejemplo, Halldór es Ásgrímsson - un hijo de Ásgrímur. Legalmente, es parte del nombre. Culturalmente, es una definición de quién engendró a quién, incluso si dicha definición parece ser vaga. 
Otro buen ejemplo del modo formal con que se llama a alguien en Islandia es la cantante y actriz Björk. "Björk" es comúnmente confundido como un nombre artístico o una expresión artística. De cualquier modo, Björk es solamente el primer nombre de Björk Guðmundsdóttir; así que cualquier islandés la llamaría así formal o casualmente.

## Curiosidades
Como nota anecdótica, siempre se señala los pequeños problemas que surgen cuando una familia de cuatro miembros originaria de Islandia se inscribe en un hotel en el extranjero y ninguno de los apellidos de dichos individuos coincide.
Los nombres de los ciudadanos en las listas telefónicas, o cualquier otro tipo de organigrama alfabético, no están ordenados por el apellido del individuo, sino por su nombre de pila. Así, Ari Bjarnason iría por delante de Bjarni Arason.